# Giuseppe Bernasconi (criminale di guerra)
Giuseppe Bernasconi (Firenze, 1899 – ...) è stato un criminale di guerra italiano.

## Biografia
Nato e cresciuto nel capoluogo toscano nei primissimi anni del Novecento, sviluppò sin dalla giovinezza un carattere violento e truffaldino che lo avrebbe caratterizzato in seguito: nel 1918 ricevette la prima denuncia per "assenteismo" dal suo reggimento (di artiglieria di fortezza). Sempre nel 1918 aveva partecipato all'assalto di un circolo comunista. Nel 1921 era stato ricoverato in manicomio perché riconosciuto dipendente dalla cocaina. Dopo aver preso parte all'assalto squadrista del ristorante "Comparini" a Firenze, aveva iniziato una poco lucrosa professione di truffatore con sedici condanne dal 1922 al 1942. Era stato cacciato dal Pnf per indegnità morale e aveva girovagato, negli anni Trenta, tra la Germania e la Svizzera, sempre cercando di raggirare il prossimo, ma sempre con risultati mediocri, dato che veniva regolarmente scoperto e arrestato.
Sembra che Bernasconi avesse avuto due figli in giovane età, poi caduti in combattimento in Spagna e in Grecia.

### Nelle 'bande di repressione' fasciste (1943 - 1945)
Durante la guerra riuscì a ritagliarsi un piccolo ruolo di confidente della polizia politica. Dopo l'otto settembre fu uno dei primi ad aderire al "Fascio romano" che occupò Palazzo Braschi, quello che, fino alla fuga del governo Badoglio, era stato la sede del ministero dell'interno. In seguito all'arresto di Gino Bardi e Guglielmo Pollastrini, i due capi della famigerata "banda" a loro intitolata, divenne il Capo dell'Ufficio politico e riorganizzò il servizio con i resti della "Banda" di Palazzo Braschi. «Il Bernasconi, per la sua opera basata unicamente sulla illegalità e sulla rapina, riscuoteva la fiducia del Capo della Polizia repubblichina Tamburini, nonché dell'ex Questore ausiliario [di Roma – N.d.E.] Pietro Caruso e pertanto a lui venivano affidate quelle operazioni di polizia che i funzionari di carriera disdegnavano di eseguire perché sapevano di illegalità e miravano a fini specifici di collaborazione fattiva e concreta con i nazifascisti».
Il Bernasconi riuscì così nel 1943-1944 ad organizzare a Roma un gruppo di miliziani fascisti particolarmente attivo e violento, formato, in parte, da ex appartenenti alla "Guardia armata di palazzo Braschi", specializzato nelle rapine e nei sequestri di persona, direttamente collegato con i vertici della Gestapo nazista nella Capitale. Bernasconi, tra le sue svariate attività, si era specializzato nella caccia e nelle denuncia di ebrei. 
Ebbe un ruolo non marginale durante la fuga da Roma dei resti del Pfr, agendo in diretto contatto con Kappler e Priebke alla testa di una formazione della Legione "Ettore Muti". Malvolentieri fu l'organizzatore di un fallito tentativo di "recupero" di Pietro Caruso, che era stato arrestato dai partigiani a Viterbo, dopo aver tentato fino all'ultimo di evitare di assumersene il rischio, fingendo di sapere che Caruso fosse al sicuro. Soltanto il 10 giugno, quando la notizia della cattura di Caruso fu confermata, fu costretto a predisporre un tentativo di salvataggio dell'ex-questore di Roma, peraltro fallito.

#### A Firenze: la Banda Carità e l'eccidio di Piazza Tasso
Lasciata la Capitale, si diresse prima a Firenze, dove entrò a far parte della famigerata Banda Carità, rilevando la guida dell'Ufficio Politico Investigativo (UPI) della Guardia Nazionale Repubblicana fiorentina da Mario Carità quando questi l'8 luglio 1944 si trasferì prima a Bergantino e poi a Padova. In tale veste, Bernasconi svolse indagini sull'uccisione dell'11 luglio del milite fascista dell'UPI Valerio Volpini che portarono il 15 luglio all'arresto del partigiano gappista Bruno Fanciullacci, il quale fu condotto a Villa Loria, la famigerata "Villa Triste" di Firenze. Gravemente ferito nel corso di un tentativo di fuga, Fanciullacci morì il 17 luglio.
Nel pomeriggio del 17 luglio 1944 le milizie repubblichine guidate dal Bernasconi attaccarono i cittadini inermi presenti nella piazza Torquato Tasso, nel quartiere fiorentino di San Frediano, causando cinque vittime: Ivo Poli (di soli otto anni), Aldo Arditi, Igino Bercigli, Corrado Frittelli e Umberto Peri; si contarono inoltre numerosi feriti più o meno gravi. Altri 17 abitanti del quartiere furono catturati e di loro si persero le tracce. Solo molti anni dopo, nel 1952, furono ritrovati i loro corpi sul greto del fiume Arno, nei pressi del parco delle Cascine: erano stati fucilati.

#### Ulteriori spostamenti e la fuga
Il 25 luglio 1944 Bernasconi si spostò a Parma e infine a Torino. Qui si installò all'albergo "Svizzera" e cercò di creare una nuova banda, sempre alle dirette dipendenze dei tedeschi, ma nel dicembre 1944 fu costretto a scappare perché accusato di varie truffe.

### Nel dopoguerra
Venne arrestato il 27 maggio 1945 e processato per i crimini commessi: venne inizialmente condannato a morte il 10 agosto 1946, ma riuscì ad evitare l'esecuzione della pena capitale con una sua commutazione in ergastolo, scontando alla fine appena una dozzina di anni. Nel corso degli anni '50 emersero più dettagli sulle sue azioni.